# Csupros Mária-szobor
A Csupros Mária (Mária-oszlop, Immaculata) Miskolcon, a Mindszenti templom előtti terecskén áll (Mindszent tér). Ez volt Miskolc első köztéri szobra. Egy év múlva állították fel a diósgyőri, hasonló Immaculata-szobrot.

## Története
A szobrot 1738-ban állították az akkor még új Mindszenti templom előtt, mindszenti és miskolci polgárok kívánságára, az akkori plébános, Deák Ferenc kezdeményezésére. Mindszent akkor még névleg önálló község volt Miskolc szomszédságában, de már régen összeépült Miskolccal, és minden tekintetben függött a várostól. A szobor felállításának célja a köszönet kifejezése volt Szűz Máriának, aki a hívők hite szerint megóvta a várost a pestistől. „Czélja volt az oszlop emelésének, hogy gyűlhelyül szolgáljon a híveknek, hogy ott a kántor vezetése alatt szombat esténként ájtatosságukat végezvén kérjék az egek urát, hogy Miskolcz város lakóit a pestis veszedelmétől a jövőre is óvja meg.”

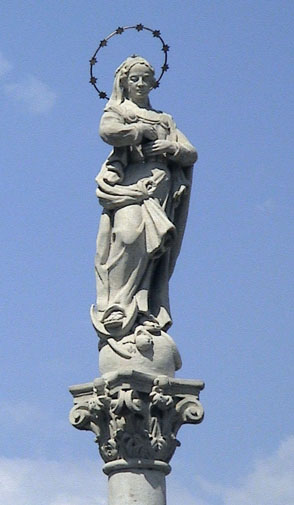
Mária alakja

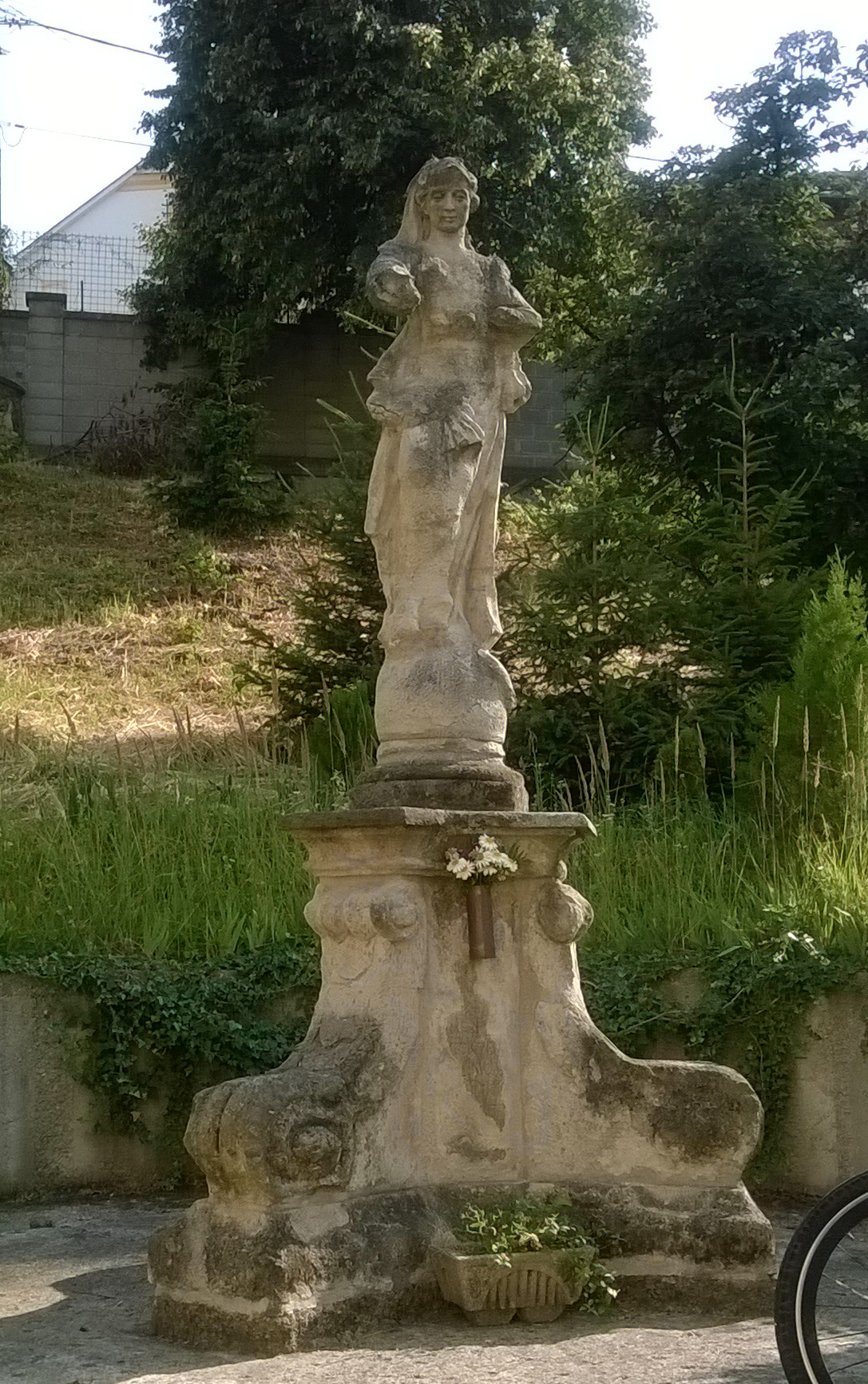
Az eredeti Mária-szobor

A szobor alkotója ismeretlen, de bizonyosnak látszik, hogy a diósgyőri szobor is ugyanannak művésznek  a kezétől származik. A korinthoszi oszlop tetején Mária egy földgömbön áll, feje fölött csillagokból álló glória látható. Az oszlop alsó részén Nepomuki Szent János, Szent Lőrinc és Szent Sebestyén) szobrát is elhelyezték, a talapzat három oldalán pedig latin nyelvű szövegek voltak olvashatók. A szoborcsoport azonban a nagy 1878-as miskolci árvíz idején megsérült, az egyik szobor feje letört, ezért a plébános mindhárom mellékalakot eltávolíttatta, a többi részt pedig restauráltatta. A templom és a szobor akkor még egy kisebb dombon állt, és az oszlopot kissé eltolták a régi helyéről. A restaurálásról Schack Béla az írta 1897-ben, hogy „…úgy megrenoválták, hogy azt hiszem, nem maradt a régiből egy kődarabka sem.” A felállított szobor helye a későbbiekben is változott néhányszor. 1924-ben valamennyire ismét arrébb helyezték, majd 1961-ben – „forgalomszervezési okok miatt” – szorosan a templom fala mellé állították. A dolog pikantériája az volt, hogy a szobor szemben állt az MSZMP új székházával (ma ITC székház), és a tér hivatalos neve Magyar-szovjet barátság tere volt. Ezt a teret a miskolci köznyelv azonban csak „Szentháromság-térnek” nevezte, nem kis iróniával utalva arra, hogy a teret három oldalról a Mindszenti templom, az MSZMP és a SZOT székháza fogta közre. A felújított műalkotást 2001-ben helyezték vissza régi helyére, a templom előtti útkereszteződésbe. Az eredeti szobor, a régi talapzaton, a Mindszenti templom udvarán áll.

## Legendák
A szobor közkeletű helyi nevének („Csupros Mária”) eredete ma már nem állapítható meg teljes bizonyossággal. A névre több magyarázatot is őriz a helyi hagyomány, amiben egyetlen közös mag van: a szobor közelében volt egykor a piac. Az egyik legenda szerint a környékbeli fazekasok a szobrot körülvevő kovácsoltvas kerítésre akasztották ki portékájukat, többek között a csuprokat is. A másik legenda szerint a piacozó tejárusító kofák az oszlop talapzatára rakták ki a tejet csuprokban és köcsögökben, de a kerítésre és magára a szoborra is felaggatták azokat. Egy újabb legenda részeg csizmadiákra is tesz utalást, akik kegyeletsértést követtek el. A leginkább mesébe illő legenda szerint egy egy szegény anya és gyermekei számára az éjszaka folyamán a talapzaton lévő csupor mindig megtelt friss tejjel. El is terjedt: Mária a járvány után újabb csodát tett.